# ژولی فریه
ژولی فریه (فرانسوی: Julie Ferrier‎؛ زادهٔ ۵ دسامبر ۱۹۷۱) هنرپیشه و کمدین اهل کشور فرانسه است.

## قسمتی از فیلمشناسی
- هیولایی در پاریس
- تعطیلات مستر بین
- پاریس
- یک روز در موزه
- ۱۵ سال و نیم
- پورتوریکویی‌ها در پاریس
- بیگ‌باگ